# Velnias

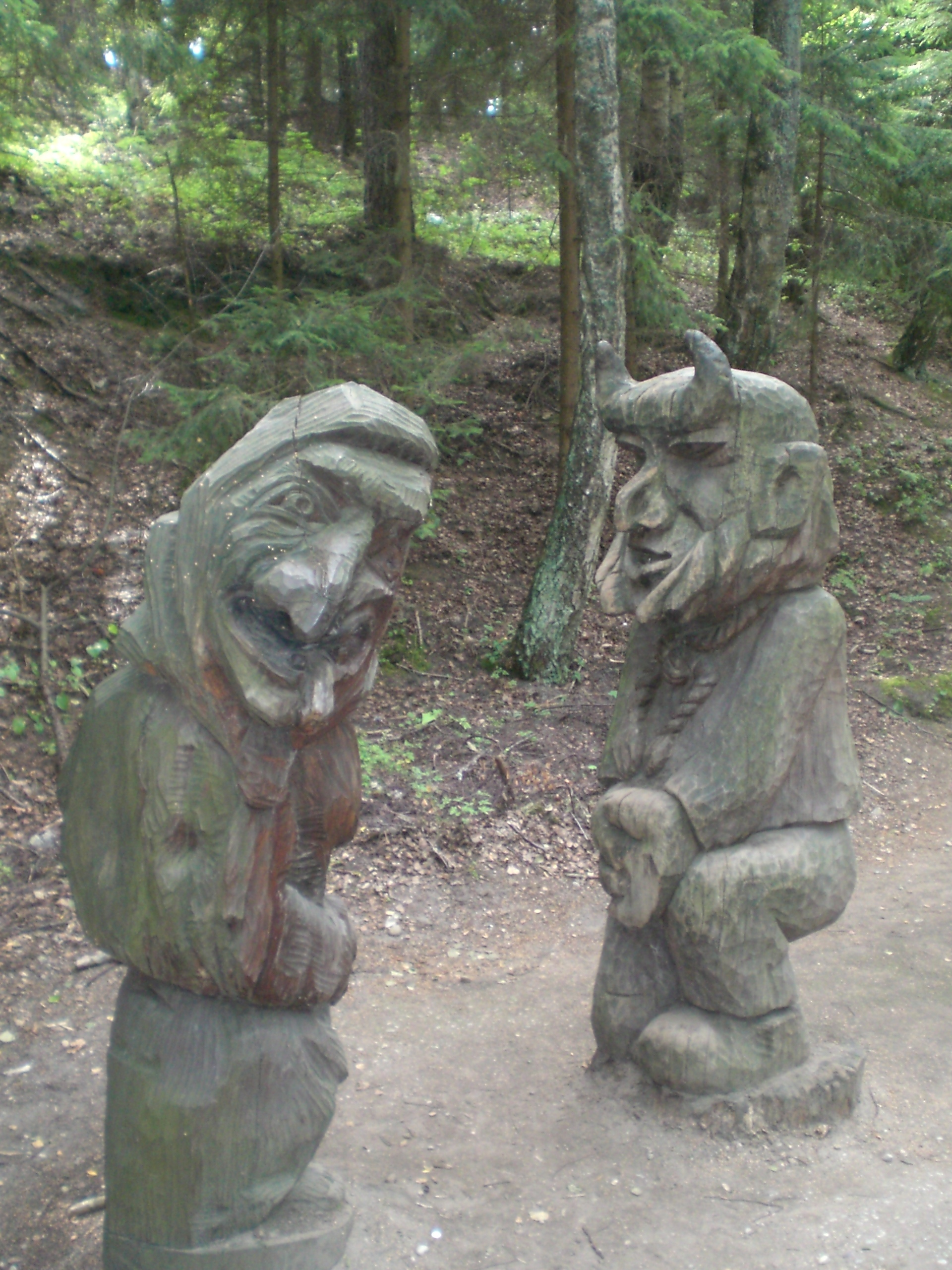
Skulpturer av Velnias i orten Juodkrantė

Velnias (lettiska: Velns) var dödsguden inom litauisk mytologi och lettisk mytologi.
Han var de dödas och boskapens gud och tillägnades riter i samband med dödsritualer. Han hade också en kvinnlig motsvarighet kallad Veliuona. Själarna från slagfältets döda krigare samlades ihop av hans jungfrur, deives, som förde krigarnas själar till dödsriket Velinas. Hans namn var tabu att uttala. 
Enligt mytologin skapade han gemensam med en vänlig gud världen. Velnias kan uppträda i skepnaden av varje person, av djur eller av andra gudar. Hans onda avsikter kommer först fram efter en tid men han upptäcks och överlistas ofta av kloka människor. Under tidens lopp har Velnias delvis blandats ihop med den kristna djävulen. I denna form syns avbildningar som liknar en ansiktsmask ovanför flera husingångar. Andra framställningar på andra husdelar följer ofta den traditionella betydelsen. Bildhuggaren Valters Hirte som använde trä har i den lettiska orten Mazsalaca ett museum. Är syns även skulpturer av Lenin, Marx och Goethe i skepnaden av Velnias. Det största museum som är tillägnad Velnias finns i Kaunas. Museets första föremål var en figur som författaren Juozas Tumas-Vaižgantas tillägnade sin vän.